# Llaollao
Llaollao (estilizado llaollao.) es una franquicia española de heladerías especializada en yogur helado, granizados y batidos. Se fundó en 2009 con la apertura de un local en Denia (Alicante) y cuenta con más de 220 establecimientos tanto en España como a nivel internacional.

## Historia
Llaollao fue fundada en junio de 2009 por Pedro Espinosa Martínez, un empresario cartagenero que dejó su empleo en BP y decidió montar una heladería especializada en yogur helado. Aunque en un principio pensó abrir su tienda en Benidorm, no pudo hacerlo y se trasladó a la cercana localidad de Denia.
El negocio tuvo buena aceptación durante la campaña de verano y se expandió a otras ciudades en régimen de franquicia. En 2010 se inauguraron los primeros locales en Valencia y Madrid y poco después se llegó a Cataluña, Islas Baleares y Andalucía, hasta superar las noventa heladerías en 2013, con una facturación de 26 millones de euros. Además, se establecieron acuerdos para abrir tiendas en Portugal y Venezuela.
En 2016 tuvo que afrontar una denuncia conjunta de varios franquiciados internacionales por desacuerdos con las condiciones que la matriz les había impuesto.